# Aeroporto di Ust'-Kamčatsk
L'Aeroporto di Ust'-Kamčatsk (in russo: Аэропорт "Усть-Камчатск" ) (ICAO/IATA: UHPK) è un aeroporto regionale situato nella città di Ust'-Kamčatsk, in Russia.

## Storia
L'Aeroporto di Ust'-Kamčatsk è stato aperto nel 1937 con l'apertura nella città di un porto navale e del centro dell'industria del legno. Con le difficoltà nella costruzione delle autostrade e delle ferrovie la via aerea è l'unico modo accesso alla città.

## Posizione geografica
L'Aeroporto di Ust'-Kamčatsk si trova nella posizione strategica a 522 km dall'Aeroporto di Petropavlovsk-Kamčatskij del capoluogo di Kraj di Kamčatka ed a 241 km dall'Aeroporto di Nikol'skoe, l'unico scalo aereo dell'Isola di Bering nel Mar di Bering.

## Dati tecnici
L'Aeroporto di Ust'-Kamčatsk è aperto sulla richiesta speciale per i voli charter e cargo. Attualmente la pista dell'aeroporto permette il decollo/atterraggio dei seguenti tipi degli aerei civili: Ilyushin Il-14, Let L-410 Turbolet, Antonov An-24, Antonov An-26, Antonov An-72, Antonov An-74.